# Filmoteca de la UNAM
La Filmoteca de la Universitat Nacional Autònoma de Mèxic (més coneguda com a Filmoteca de la UNAM) té com a objectius el rescat, la restauració, conservació i preservació de la memòria fílmica històrica de Mèxic. El seu nom oficial és Direcció General d'Activitats Cinematogràfiques, i depèn de la UNAM.

## Missió
La missió de la Filmoteca de la UNAM és:
| « | Rescatar, restaurar, preservar i difondre el patrimoni fílmic de la UNAM. Produir materials audiovisuals relacionats amb el compliment de tasques substantives de la UNAM i propiciar l'enriquiment de la cultura cinematogràfica entre la comunitat a través de l'exhibició de pel·lícules i la realització de festivals, fòrums, conferències, tallers i cursos, dins i fora del campus universitari. Impulsar el potencial de les tasques i serveis per a generar recursos financers extraordinaris". | » |

## Visió
| « | Ser referència en matèria de coneixements en restauració i preservació fílmica. Gestionar el patrimoni amb nivells de qualitat d'estàndard internacional. Ser un fòrum important de suport al cinema nacional en exhibir films que permetin a la comunitat universitària i a la societat en general descobrir valors estètics i humans que presenta el cinema. | » |

## Funcions
La Filmoteca de la UNAM té com a funcions principals:
- Col·leccionar, conservar i protegir totes les pel·lícules referents a l'art cinematogràfic i a la seva història; reunir tots els documents relatius a aquest art, amb finalitats estrictament no comercials sinó artístiques, historiogràfiques, pedagògiques, de documentació i d'educació.
- Adquirir, estimular, crear, projectar i difondre qualsevol document cinematogràfic referents a activitats generals de la cultura.
- Procurar, dins del marc de les lleis vigents sobre la propietat artística i intel·lectual, la difusió de l'art cinematogràfic a través de cicles d'exposicions, cursets, conferències, publicacions, enregistraments i programes de televisió.
- Buscar la solidaritat internacional de les seves finalitats mitjançant els acords i intercanvis d'institucions similars.
- Contribuir mitjançant l'exhibició de films, a la formació de cineastes a les escoles de cinema, tallers de filmació i altres centres culturals, contribuint a actualitzar el personal acadèmic.
- Realitzar les recerques necessàries per a un major coneixement del cinema en els seus aspectes socials, històrics, polítics, estètics i tècnics.
- Amb les exhibicions, cursos, exposicions, recerques i publicacions, procurar la formació d'un públic participant, preocupat per la problemàtica social, política i cultural de Mèxic i la resta del món, amb discussions crítiques i ideològiques de definició davant el fet cinematogràfic.

## Organització i estructura
La Dirección General de Activitades Cinematográficas desenvolupa la feina de casa a través de diferents subdireccions, departaments i unitats:
Aquesta dependència universitària desenvolupa la feina de casa a través de les següents subdireccions, departaments i unitats:
- La Subdirección de Acervos, la funció principal dels quals és el maneig, organització i conservació dels diversos patrimonis -filmogràfics, objectes i materials impresos- inclou als departaments de Voltes, Documentació, Catalogació, Fragments i Producció.
- La Subdirección de Rescate y Restauración, coordina totes les labors relacionades amb l'anàlisi de l'estat físic de les pel·lícules, la seva reparació i reproducció amb materials contemporanis per a la seva exhibició, i per a això compta amb els departaments de Tallers i Laboratori Fotoquímica.
- La Subdirección de Difusión al càrrec de la qual aquesta la Coordinació de Comunicació i el Departament de Vinculació així com les àrees de Museologia i Comercialització.
- La Unidad de Acceso y Relaciones Interinstitucionales està encarregada d'atendre les sol·licituds de pel·lícules per a la seva exhibició fora de la UNAM. D'aquesta Unitat depèn també Departament de Distribució, una de les funcions de la qual és l'operació del Videoclub de la Filmoteca.
- El Departamento de Programación y su Área de Exhibición és responsable de l'organització i planejament de les exhibicions a les múltiples sales de projecció universitàries tant al campus com a altres seus de la UNAM a la zona metropolitana de la Ciutat de Mèxic.
- La Unidad Administrativa compleix amb la tasca distribuir i operar els recursos financers i materials així com el patrimoni aquesta dependència. Per a això compta amb el suport dels departaments de Béns i Subministraments, de Recursos Administratius i de Personal.

## Història
En 1959, la Direcció General de Difusió de la Universitat Nacional Autònoma de Mèxic va cridar Manuel González Casanova per a organitzar les activitats cinematogràfiques de la universitat. Un any després, el 8 de juliol de 1960, es va crear la Filmoteca Universitària. La inauguració va ser a càrrec del rector Nabor Carrillo Flores, qui va rebre de mans del productor Manuel Barbachano Ponce una còpia en 16 mm de les seves pel·lícules Raíces i Torero, amb les quals s'iniciaria el servei de préstec de pel·lícules. Així, aquest donatiu va fundar pràcticament la Filmoteca oficial de la UNAM.
El 1986 la UNAM va crear la Dirección de Cinematografía, com a part del seu sistema de Coordinación de Difusión Cultural. La Dirección de Actividades Cinematográficas va sorgir el 1987 de la fusió de la Dirección de Cinematografía i la Filmoteca de la universitat, i el 1989 va rebre el nom actual: Dirección General de Actividades Cinematográficas.

### Directors Generals
| Director(a)                     | Període     |
| ------------------------------- | ----------- |
| Manuel González Casanova        | 1960 - 1987 |
| Carlos Javier González Morantes | 1987 - 1989 |
| Iván Trujillo Bolio             | 1989 - 2008 |
| Guadalupe Ferrer Andrade        | 2008 - 2018 |
| Hugo Villa Smythe               | 2018 -      |

### Efemèrides
- 1959: Es crea el Departament de Cinema, dependent de la Direcció de Difusió Cultural de la UNAM.
- 1960: Es crea la Filmoteca de la UNAM, com a part del Departament de cinema de la Direcció de Difusió Cultural.
- 1977: La Filmoteca passa a ser una Direcció de la Coordinació d'Extensió Universitària.
- 1986: Es crea la Direcció de Cinematografia com a dependència del subsistema de la Coordinació de Difusió Cultural.
- 1987: Es crea la Direcció d'Activitats Cinematogràfiques, amb la fusió de la Filmoteca de la UNAM i la Direcció de Cinematografia.
- 1989: Canvia de denominació a Direcció General d'Activitats Cinematogràfiques.

## Sales de projecció de la UNAM
La Filmoteca de la UNAM té diferents sales d'exhibició en diversos punts de la Ciutat de Mèxic, entre les quals destaquen les sales Julio Bracho, José Revueltas i Carlos Monsiváis del Centro Cultural Universitario, el Cinematógrafo del Chopo i la Sala Lumiére de la Casa del Lago.

### Sales Julio Bracho, José Revueltas i Carlos Monsiváis
Les sales Julio Bracho, José Revueltas i Carlos Monsiváis es troben al Centro Cultural Universitario, en la Ciudad Universitaria de la UNAM. La Sala Julio Bracho es va inaugurar en 1982, com a homenatge pòstum al productor i guionista mexicà homònim, mentre que la Sala Carlos Monsiváis va obrir les portes el 23 de febrer del 2012.
Després de la remodelació en 2012, la Sala José Revueltas va quedar amb una capacitat de 60 butaques; la Sala Julio Bracho, amb 161 seients, i la Sala Carlos Monsiváis, amb 54 espais. Es van adaptar amb tecnologia que permet la projecció de pel·lícules en 3D, seients inclinables, aire condicionat i una àrea per a exposicions i conferències.

### Cinematógrafo del Chopo
El Cinematógrafo del Chopo és reconegut com un dels espais cinematogràfics amb major tradició en la capital mexicana. Està situat a Santa María la Ribera, una colònia popular del centre de la Ciutat de Mèxic, a esquena del Museu Universitari del Chopo. Es va inaugurar l'11 de maig de 1977 amb un cicle dedicat al cineasta francès Jean Luc Godard. En el seu any inaugural, el cinematògraf va organitzar cicles de conferències en els quals van participar intel·lectuals de l'època com María del Carmen Ruiz Castañeda, Clementina Díaz y de Ovando, Margo Glantz i Carlos Monsiváis.

### Sala Lumière
La Sala Lumière es troba a la Casa del Lago "Juan José Arreola". Va començar a funcionar en 1961, amb un cicle infantil i diversos més dedicats a països com Iugoslàvia, Txecoslovàquia i França. Va ser seu del Primer Festival de Cinema Experimental. El 1965, es va estrenar a la sala la pel·lícula Ansiktet, del director suec Ingmar Bergman. El 1975 el Taller Experimental de Cinema Independent de la Casa del Lago va iniciar un cicle de projeccions pròpies durant els diumenges. Aquest mateix any, va ser seu de l'II Festival de Cinema Infantil.

### Sala Fósforo
El 1983 la Filmoteca de la UNAM es va mudar a les instal·lacions de l'Antic Colegio de San Ildefonso, on es va inaugurar la Sala Fósforo, ldita així en memòria del pseudònim que utilitzaven els escriptors Alfonso Reyes i Martín Luis Guzmán quan presentaven crítiques cinematogràfiques escrites a duo.